# サッカーカスティーリャ・ラ・マンチャ州代表
サッカーカスティーリャ・ラ・マンチャ州代表（サッカーカスティーリャ・ラ・マンチャしゅうだいひょう、スペイン語: Selección de fútbol de Castilla-La Mancha）は、スペイン・カスティーリャ・ラ・マンチャ州におけるサッカーの選抜チーム。スペインの一地方の選抜チームであり、欧州サッカー連盟(UEFA)や国際サッカー連盟(FIFA)に加盟していないため、UEFA欧州選手権やFIFAワールドカップなどの国際大会への出場資格はない。

## 試合一覧
基本的に、UEFAリージョンズカップ内での対戦が主である。
| 日付            | 場所                   | ホームチーム                   | スコア | アウェーチーム                 |
| --------------- | ---------------------- | ------------------------------ | ------ | ------------------------------ |
| 2000年 6月2日   | サラゴサ               | マドリード州                   | 3-0    | カスティーリャ・ラ・マンチャ州 |
| 2001年          | 不明                   | カスティーリャ・ラ・マンチャ州 | 1-3    | ムルシア州                     |
| 2001年          | 不明                   | カスティーリャ・ラ・マンチャ州 | 2-0    | ラ・リオハ州 (スペイン)        |
| 2003年          | 不明                   | バスク自治州                   | 1-0    | カスティーリャ・ラ・マンチャ州 |
| 2003年          | 不明                   | カスティーリャ・ラ・マンチャ州 | 3-1    | カナリア諸島                   |
| 2005年          | 不明                   | カスティーリャ・ラ・マンチャ州 | 1-1    | アラゴン州                     |
| 2005年          | 不明                   | カスティーリャ・ラ・マンチャ州 | 4-0    | ナバラ州                       |
| 2006年          | 不明                   | カスティーリャ・ラ・マンチャ州 | 1-1    | カタルーニャ                   |
| 2006年          | 不明                   | カタルーニャ                   | 0-0    | カスティーリャ・ラ・マンチャ州 |
| 2007年 12月8日  | イルン                 | エストレマドゥーラ州           | 1-0    | カスティーリャ・ラ・マンチャ州 |
| 2007年 12月9日  | イルン                 | バスク自治州                   | 1-0    | カスティーリャ・ラ・マンチャ州 |
| 2009年 12月6日  | パレンシア             | カスティーリャ・ラ・マンチャ州 | 0-2    | カスティーリャ・レオン州       |
| 2009年 12月7日  | ベンタ・デ・バーニョス | カスティーリャ・ラ・マンチャ州 | 2-1    | マドリード州                   |
| 2011年 12月10日 | ベンビブレ             | カスティーリャ・ラ・マンチャ州 | 5-1    | セウタ                         |
| 2011年 12月11日 | ベンビブレ             | カスティーリャ・レオン州       | 2-0    | カスティーリャ・ラ・マンチャ州 |